# Ле-Верне (Альпы Верхнего Прованса)
Ле-Верне́ (фр. Le Vernet, окс. Lo Vernet) — коммуна во Франции, находится в регионе Прованс — Альпы — Лазурный Берег. Департамент коммуны — Альпы Верхнего Прованса. Входит в состав кантона Сейн. Округ коммуны — Динь-ле-Бен.
Код INSEE коммуны — 04237.

## Население
Население коммуны на 2008 год составляло 126 человек.
| 1962 | 1968 | 1975 | 1982 | 1990 | 1999 | 2008 |
| ---- | ---- | ---- | ---- | ---- | ---- | ---- |
| 85   | 180  | 140  | 63   | 110  | 104  | 126  |

## Экономика
В 2007 году среди 85 человек в трудоспособном возрасте (15—64 лет) 62 были экономически активными, 23 — неактивными (показатель активности — 72,9 %, в 1999 году было 76,3 %). Из 62 активных работали 59 человек (29 мужчин и 30 женщин), безработных было 3 (2 мужчин и 1 женщина). Среди 23 неактивных 4 человека были учениками или студентами, 9 — пенсионерами, 10 были неактивными по другим причинам.

## Достопримечательности
- Церковь О-Ба-Верне (XIX век)
- Церковь Сен-Март (XIX век)
- Часовня Сен-Панкрас
- Ораторий Сен-Рош